# Umatilla (Oregón)
Umatilla es una ciudad ubicada en el condado de Umatilla en el estado estadounidense de Oregón. En el año 2000 tenía una población de 6,385 habitantes y una densidad poblacional de 546 personas por km².

## Geografía
Umatilla se encuentra ubicada en las coordenadas 45°55′4″N 119°19′35″O / 45.91778, -119.32639.

## Demografía
Según la Oficina del Censo en 2000 los ingresos medios por hogar en la localidad eran de $33,844, y los ingresos medios por familia eran $32,969. Los hombres tenían unos ingresos medios de $28,500 frente a los $20,337 para las mujeres. La renta per cápita para la localidad era de $11,469. Alrededor del 19.4% de la población estaban por debajo del umbral de pobreza.